# Hirtobrasilianus seabrai
Hirtobrasilianus seabrai là một loài bọ cánh cứng trong họ Cerambycidae.